# وستلیگ، دوون
وستلیگ (به انگلیسی: Westleigh) یک روستا و محله مدنی در بریتانیا است که در North Devon واقع شده‌است.